# Saburō Sakai
Sublocotenentul Saburō Sakai (n. 25 august 1916, Saga, Japonia – d. 22 septembrie 2000, Atsugi, Japonia) a fost aviator japonez și as al Marinei Militare Imperiale Japoneze în timpul celui de-al Doilea Război Mondial. Saburo Sakai a fost cel de al patrulea as al  Marinei Militare Imperiale Japoneze și cel de al doilea as japonez care a supraviețuit războiului (după Tetsuzō Iwamoto).
Saburo conform datelor japoneze a repurtat 28 victorii aeriene (inclusiv cele realizate cu alții), în timp ce în autobiografia lui scrisă cu Martin Caidin și Fred Saito susține că a repurtat 64 de victorii aeriene.
Astfel de discrepanțe sunt comune dintre scorurile oficiale și cele susținute de piloți primele fiind adesea mai mici, din cauza dificultăților în asigurarea martorilor potriviți, care să susțină victoriile declarate sau verificarea rămășițelor avioanelor doborâte, precum și variații în rapoartele militare din cauza pierderii sau distrugerii datelor.
Se crede că autobiografia „Samurai!” include povestiri fictive și că numărul de victorii specificate în carte au fost exagerate pentru a promova vânzările cărții lui Martin Caidin. Cartea nu a fost publicată în Japonia și diferă de biografia lui Sakai de acolo.  

## Serviciul în cel de-al Doilea Război Mondial

### Asia de sud-est

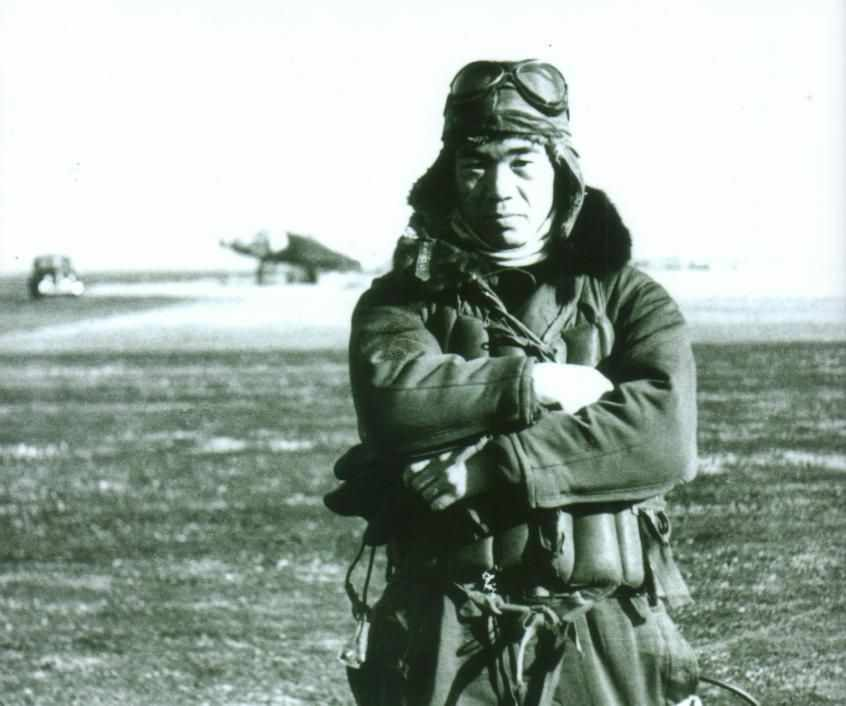
Saburō Sakai ca subofiţer purtând vestă de salvare.

Atunci când a început războiul cu Statele Unite, Sakai a participat la atacul de la Filipine ca membru al Grupul Tainan. La 8 decembrie 1941, Sakai a zburat pe unul din cele 45 de avioane Zero  de la Kokutai Tainan care a atacat Baza Aeriană Clark din Filipine. În prima sa lupta împotriva americanilor el a pretins că a doborât un avion american P-40 Warhawk, iar două B-17 le-a bombardat la sol. Sakai a zburat în misiuni a doua zi, pe vreme rea. În a treia zi a bătăliei, el a doborât un bombardier american B-17 Flying Fortress, condus de căpitanul Colin P. Kelly. Acesta a fost primul B-17 doborât în timpul războiului din Pacific, Sakai admirând rezistența avionului la avarii.
Aviatorii japonezi au distrus în doar câteva luni cea mai mare a puterii aeriene aliate din Pacific. 

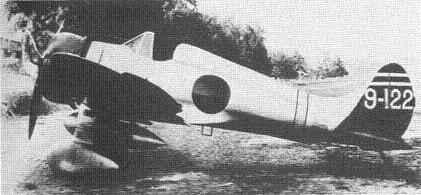
Avion Mitsubishi A5M „Claude” cu cârlig de oprire pentru portavion şi rezervor suplimentar pilotat de Saburō Sakai.